# لوئیس آستین
لوئیس آستین (انگلیسی: Lois Austin؛ ۳ آوریل ۱۹۰۱ – ۲۶ آوریل ۱۹۵۷) یک هنرپیشه اهل ایالات متحده آمریکا بود.